# Kanton Fleury-sur-Andelle
Kanton Fleury-sur-Andelle (fr. Canton de Fleury-sur-Andelle) je francouzský kanton v departementu Eure v regionu Horní Normandie. Skládá se z 22 obcí.

## Obce kantonu
- Amfreville-les-Champs
- Amfreville-sous-les-Monts
- Bacqueville
- Bourg-Beaudouin
- Charleval
- Douville-sur-Andelle
- Écouis
- Fleury-sur-Andelle
- Flipou
- Gaillardbois-Cressenville
- Grainville
- Houville-en-Vexin
- Letteguives
- Ménesqueville
- Mesnil-Verclives
- Perriers-sur-Andelle
- Perruel
- Pont-Saint-Pierre
- Radepont
- Renneville
- Romilly-sur-Andelle
- Vandrimare